# Stefano Luongo
Stefano Luongo (Chiavari, 5 gennaio 1990) è un pallanuotista italiano, attaccante del Piacenza Pallanuoto 2018, fratello minore del pallanuotista Michele Luongo, che gioca nelle file della Rari Nantes Salerno. Con Acquachiara e Sport Management ha conquistato il secondo posto in Coppa LEN, mentre a Brescia è stato due volte finalista in Coppa Italia ed una volta vicecampione d'Italia.

## Palmarès

### Club

#### Trofei nazionali
- Campionato italiano: 1

Pro Recco: 2012-13
- Coppe Italia: 2

Pro Recco: 2012-13, 2020-21

#### Trofei internazionali
- LEN Champions League: 1

Pro Recco: 2020-21

### Nazionale
- Europei

Zagabria 2010: 
- Mondiali

Gwangju 2019: 

## Statistiche

### Presenze e reti nei club
Statistiche aggiornate al 19 dicembre 2010.
| Stagione        | Squadra         | Campionato      | Campionato | Campionato | Coppe nazionali | Coppe nazionali | Coppe nazionali | Coppe continentali | Coppe continentali | Coppe continentali | Totale | Totale |
| Stagione        | Squadra         | Comp            | Pres       | Reti       | Comp            | Pres            | Reti            | Comp               | Pres               | Reti               | Pres   | Reti   |
| --------------- | --------------- | --------------- | ---------- | ---------- | --------------- | --------------- | --------------- | ------------------ | ------------------ | ------------------ | ------ | ------ |
| 2009-2010       | Sori            | A1              | ?          | 42         | -               | -               | -               | -                  | -                  | -                  | ?      | 42     |
| 2010-2011       | Camogli         | A1              | 9          | 17         | -               | -               | -               | -                  | -                  | -                  | 9      | 17     |
| Totale carriera | Totale carriera | Totale carriera | ?          | ?          |                 | -               | -               |                    | -                  | -                  | ?      | ?      |